# Estrela Clube Primeiro de Maio
Estrela Clube Primeiro de Maio ist ein angolanischer Fußballverein aus Benguela.

## Geschichte
Der Verein wurde 1955 gegründet. Ihm gelangen bisher zwei Meisterschaften (1983 und 1985) und drei Siege im nationalen Pokal. Der größte Erfolg in den afrikanischen Wettbewerben war 1994 das Erreichen des Finales um den CAF Cup. Dort unterlagen sie dem nigerianischen Vertreter Bendel Insurance.

## Stadion
Seine Heimspiele bestreitet der Verein im Estádio Municipal de Benguela.

## Erfolge
- Girabola (2): 1983, 1985
- Taça de Angola (3): 1982, 1983, 2007

## Statistik in den CAF-Wettbewerben
| Saison | Wettbewerb                     | Runde         | Land                         | Verein              | Heim | Auswärts         |
| ------ | ------------------------------ | ------------- | ---------------------------- | ------------------- | ---- | ---------------- |
| 1983   | African Cup Winners’ Cup       | 1. Runde      | Republik Kongo               | AS Cheminots        | 3:2  | 0:2              |
| 1984   | African Cup of Champions Clubs | Vorrunde      | Äquatorialguinea             | Atlético Malabo     | 6:1  | 0:2              |
|        | African Cup of Champions Clubs | 1. Runde      | Ghana                        | Asante Kotoko       | 2:1  | 1:1              |
|        | African Cup of Champions Clubs | 2. Runde      | Togo                         | AC Semassi FC       | 2:0  | 0:2 (Pen: 3:4)   |
| 1986   | African Cup of Champions Clubs | 1. Runde      | Kamerun                      | Canon Yaoundé       | 2:0  | 0:3              |
| 1994   | CAF Cup                        | 1. Runde      | Namibia                      | Young Ones Windhoek | w/o  |                  |
|        | CAF Cup                        | 2. Runde      | Demokratische Republik Kongo | AS Bantous          | 5:1  | 2:4              |
|        | CAF Cup                        | Viertelfinale | Kenia                        | AFC Leopards        | 1:0  | 1:2              |
|        | CAF Cup                        | Halbfinale    | Sudan                        | Al-Mourada SC       | 5:3  | 0:0              |
|        | CAF Cup                        | Finale        | Nigeria                      | Bendel Insurance    | 1:0  | 0:3              |
| 1995   | CAF Cup                        | 1. Runde      | Freilos                      |                     |      |                  |
|        | CAF Cup                        | 2. Runde      | Guinea                       | AS Kaloum Star      | 1:0  | 0:1 (n. E.: 2:4) |
| 2008   | CAF Confederation Cup          | 1. Runde      | Kamerun                      | Mount Cameroon FC   | 0:2  | 1:0              |